# Kaïs
Kaïs (en arabe : قيس), Qays ou encore Kays est un prénom masculin arabe.

## Littérature
- Qays est le prénom du poète bédouin Qays ibn al-Moullawwah, héros du poème Majnoun et Leila (un célèbre poème oriental, très connu depuis son adaptation en persan par le poète Nizami).

## Personnalités prénommées Qays
- Qays ibn Sa'd
- Qays le Maronite
- Kaïs Saïed